# Acido stifnico
L'acido stifnico è un acido organico con caratteristiche astringenti, di colore giallo, che forma cristalli esagonali, ed appartenente alla famiglia dei fenoli e pertanto un composto aromatico.

## Utilizzi
È utilizzato nella produzione di pigmenti colorati, medicinali, inchiostri ed esplosivi quali i sali stifnati, come ad esempio lo stifnato di piombo.
È anche un esplosivo piuttosto sensibile, con proprietà simili all'acido picrico.

## Sintesi e chimica
È sintetizzato dalla nitrazione del resorcinolo in una miscela di acido nitrico e solforico.
Come l'acido picrico, è un acido moderatamente forte, che ad esempio libera anidride carbonica in una miscela di carbonato di sodio. Può reagire con gli ossidi debolmente basici, come quelli di piombo o argento, per dare i rispettivi sali, molto sensibili ad ogni sollecitazione esterna.
La solubilità dell'acido stifnico è poco minore di quella del resorcinolo non nitrato.